# Ned Lamont
Edward Miner Lamont Jr., född 3 januari 1954 i Washington, D.C. är en amerikansk affärsman och demokratisk politiker. Han är guvernör i Connecticut sedan den 9 januari 2019. 

## Biografi
Lamont föddes till Camille Helene och Edward Miner Lamont. Hans mor föddes i San Juan, Puerto Rico och arbetade för senatorn Estes Kefauver. Hans far var ekonom och tjänstgjorde i USA:s bostadsdepartement under Nixon-administrationen.
Lamonts familj flyttade till Long Island när han var sju år gammal. Han fick en kandidatexamen i sociologi från Harvard College år 1976 och en MBA från Yale School of Management år 1980.

## Privatliv
Den 10 september 1983 gifte Lamont sig med Ann Huntress. Paret har tre barn tillsammans. Han och hans familj bor i Greenwich.